# Трансовариальная передача
Трансовариальная передача возбудителя инфекции (лат. trans — через + лат. ovarium — яичник) — способность самок кровососущих членистоногих — переносчиков возбудителей болезней человека и животных — передавать полученных возбудителей потомству, то есть откладывать заражённые яйца, из которых затем выходят заражённые личинки.
Явление трансовариальной передачи тесно связано с трансмиссивным механизмом передачи инфекции. Оно обусловлено особенностями жизненного цикла членистоногих и способствуют увеличению числа заражённых особей переносчиков даже в случаях отсутствия встречи личинок с заражённым животным-прокормителем.

## Механизм трансовариальной передачи
Механизм собственно трансовариальной передачи имеет следующую последовательность: возбудитель, размножающийся в организме специфического переносчика, током гемолимфы заносится в различные органы и ткани, где может накапливаться в слюнных и половых железах. Из половых желёз самок он попадает в формирующиеся яйцеклетки.
Ю. С. Балашов и А. Б. Дайтер (1973) установили, что для успешной трансоварильной передачи риккетсий необходим определенный уровень их концентрации в гемолимфе в момент формирования хориона ооцитов. Ржегачек (1963) отмечал необходимость достаточно высокой концентрации вируса для преодоления так называемого яйцевого барьера.
Явление трансовариальной передачи лучше было изучено у клещей. Так, иксодовые клещи способны к трансовариальной передаче возбудителей клещевого энцефалита и некоторых других арбовирусов, риккетсий, ряда бактерий. Это объясняется морфофизиологическими особенностями клещей: гемоцель у них отделяется от яйца только одной оболочкой, кроме яйцевой, в то время как у комаров таких оболочек три. Кроме того, клещи могут получать возбудителя при кровососании на стадии личинки и сохранять его при линьке, то есть к моменту формирования половых желёз он уже присутствует в организме. Насекомые-переносчики питаются кровью во взрослой стадии, поэтому возбудитель попадает во взрослый организм с уже сформированными половыми железами. Сведения о трансовариальной передаче насекомыми касаются главным образом арбовирусных инфекций. Доказана трансовариальная передача комарами возбудителя энцефалита Западного Нила, лихорадки денге и др.
Ш. Д. Мошковским (1937) и П. А. Петрищевой (1939) установлено заражение добровольцев флеботомной лихорадкой от не питавшихся до этого москитов, выведенных в лаборатории из кладок заражённых самок.